# Сушица (Ново Село)
Сушица (мкд. Сушица) је насеље у Северној Македонији, у југоисточном делу државе. Сушица је у саставу општине Ново Село.

## Историја
По подацима секретара Бугарске егзархије из 1905. године, село је у целини грчко или по бугарској пропаганди гркоманско, односно, у селу живи 784 Грка, верника Цариградске патријаршије.. У селу је радила и грчка школа.

## Географија
Сушица је смештена у југоисточном делу Северне Македоније. Од најближег града, Струмице, насеље је удаљено 17 km источно.
Насеље Сушица се налази у историјској области Струмица. Насеље је положено на североисточном ободу Струмичког поља, на месту где се оно издиже у прва брда, која ка југу прелазе у планину Беласицу. Надморска висина насеља је приближно 250 метара.
Месна клима је блажи облик континенталне због близине Егејског мора (жарка лета).

## Становништво
Село Сушица је према последњем попису из 2002. године имало 1.811 становника.
Већинско становништво у насељу су етнички Македонци (99%), а остало су махом Срби.
Већинска вероисповест месног становништва је православље.

## Село данас
Сушица је данас претежно пољопривредно-сточарско насеље. У селу се налази и ради основна школа са 4 разреда, дом културе, амбуланта, неколико угоститељских радњи. Село има и урбанистички план.